# Zbigniew Rojek
Zbigniew Rojek (ur. 25 lipca 1954, zm. 29 lipca 2011 w Olsztynie) – polski muzyk, kompozytor, artysta kabaretowy, wokalista. Współzałożyciel zespołów Trzeci Oddech Kaczuchy i Kaczki z Nowej Paczki.
Zmarł po ciężkiej chorobie nowotworowej

## Nagrody
- Zdobywca, wraz z grupą Waldemara Chylińskiego, pierwszego miejsca na Studenckim Festiwalu Piosenki w 1978 r.
- Zdobywca, z grupą Waldemara Chylińskiego, II miejsca na Pierwszym Warszawskim Przeglądzie Piosenki Autorskiej Hybrydy 78.
- Posiadacz odznaki Zasłużony Działacz Kultury.